# Paleis van Justitie (Lyon)
Het Palais de justice historique of historisch paleis van justitie (1845) van Lyon in Frankrijk, bevindt zich aan de kade Romain-Rolland aan de Saône. Dit is in het 5e arrondissement van Lyon. De naam historisch komt van het feit dat een aantal rechtbanken in de loop van de 20e eeuw verhuisd zijn naar een nieuw paleis van justitie. Het historisch justitiepaleis huisvest nog altijd het Assisenhof van de Rhône, het Hof van Beroep van Lyon en gerechtelijke diensten.

## Synoniemen
- Palais de Justice de Lyon
- Palais des 24 colonnes

## Historiek
In 1825 besliste de gerechtelijke overheid van Lyon een nieuw paleis van justitie te bouwen. Het oude gebouw, het Palais de Roanne, was immers een vervallen gebouw. Dit gerechtsgebouw droeg de naam van kanunnik Heraclus van Roanne. Hij was de eerste eigenaar van de eerste versie van het paleis in de 14e eeuw. Een terrein aan de Saône werd aangekocht, naast het Palais de Roanne, met als doel een groter bouwwerk neer te zetten. Een wedstrijd werd uitgeschreven waaraan zes architecten deelnamen: vijf uit Lyon en één uit Parijs, Louis-Pierre Baltard. Deze laatste won de wedstrijd doch er was na 1828 touwtrekkerij over de uitkomst. Baltard kreeg steun van het ministerie van Justitie in Parijs: het nieuwe gebouw zou er komen op het aangekochte terrein, en de voorgevel moest komen aan de Saônekade (1831). Hij koos voor een neoantieke stijl, volgens sommigen gemengd met een neoclassicistische stijl. Het gebouw kreeg de bijnaam het paleis van de 24 zuilen (palais des 24 colonnes) omwille van de opvallende voorgevel met 24 Korintische zuilen. Als versieringen werd er veel gebruik gemaakt van leeuwenkoppen. De beelden die het gebouw versieren zijn mythologisch, zoals bijvoorbeeld Hercules, maar ook talrijke lictores, een geliefd thema om Franse paleizen van justitie te versieren in de 19e eeuw. Het palais de Roanne werd gesloopt doch een deel van de kapel werd ingebouwd achteraan in het paleis. Aan het paleis van justitie in Lyon werd gebouwd van 1835 tot 1847. De financiering lag in handen van het ministerie van Justitie, het departement Rhône en de stad Lyon.
In 1910 startte de gerechtelijke overheid, als eerste in Frankrijk, met een laboratorium voor wetenschappelijke analysen bij gerechtelijke onderzoekszaken. Het laboratorium werd ingericht in het paleis van justitie van Lyon.
Het paleis van justitie bevatte aanvankelijk alle hogere en lagere rechtbanken van Lyon. In de tweede helft van de 20e eeuw verhuisden een aantal rechtbanken en diensten naar het nieuwe paleis van justitie in Part Dieu. Wat bleef, was het Assisenhof van de Rhône, het Hof van Beroep van Lyon en administratieve diensten van het gerecht van Lyon. Het interieur is niet veranderd sinds 1845. Wel zijn de gevangeniscellen die achteraan naast de kapel stonden, omgevormd tot burelen, net zoals de kapel.
Het justitiepaleis is een monument historique van Frankrijk sinds 1996 en erkend als Unesco Werelderfgoed.
Een restauratie vond plaats van 2008 tot 2012. De restauratie ten belope van 56 miljoen euro werd gefinancierd door de 21e-eeuwse eigenaren: het Ministerie van Justitie en het departement Rhône. De stad financierde de heraanleg van de kade Romain-Rolland.

## Enkele bekende processen

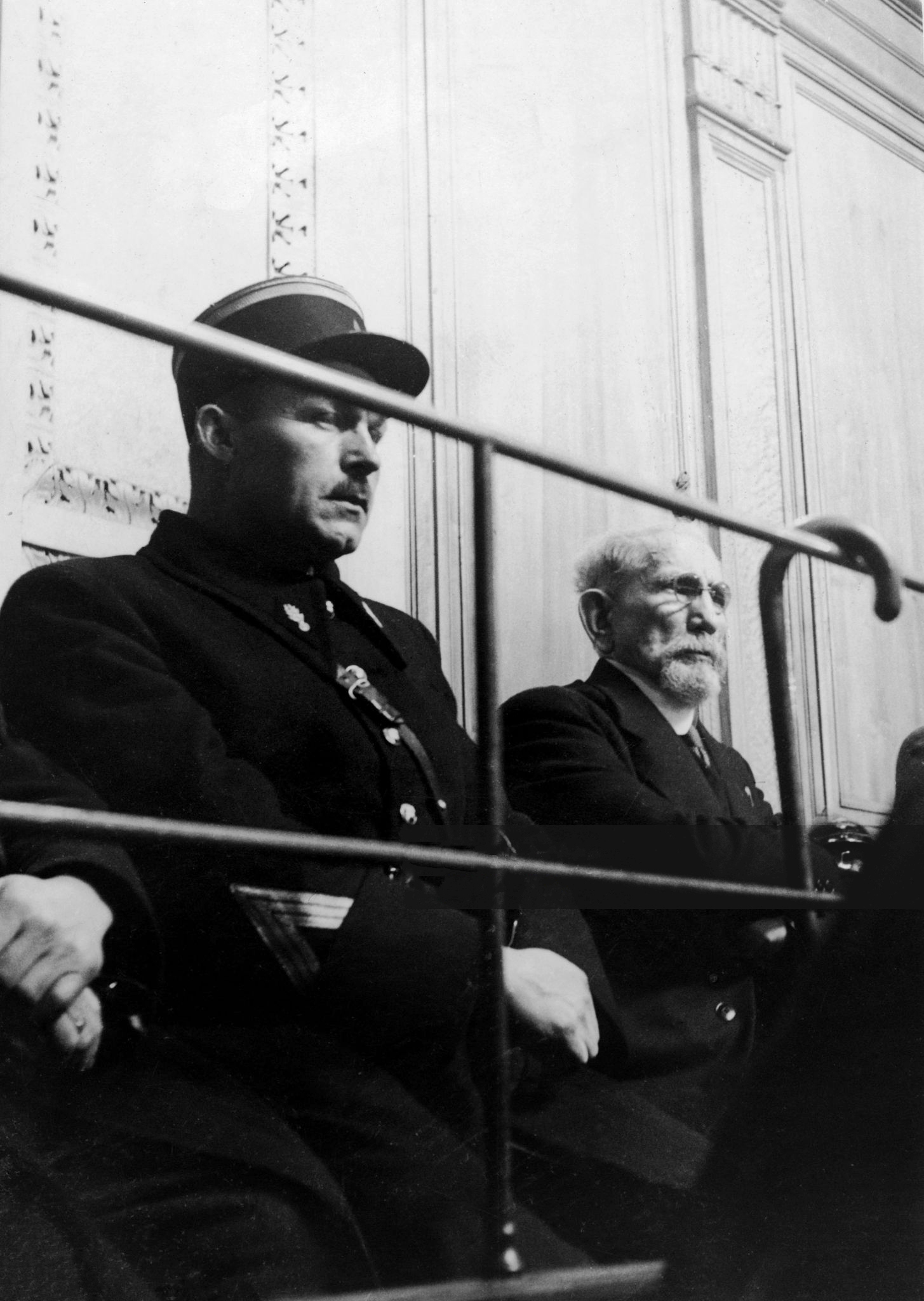
Proces van Charles Maurras (1945)

- Sante Geronimo Caserio: ter dood veroordeeld in 1894
- Charles Maurras: veroordeeld tot verlies van burgerrechten en gevangenisstraf in 1945
- Klaus Barbie, bijgenaamd de slachter van Lyon: bij verstek ter dood veroordeeld in 1947; tot levenslange opsluiting veroordeeld in 1987.
- kardinaal Barbarin: voorwaardelijke gevangenisstraf in 2019.